# Battipaglia
Battipaglia ([ˌBattiˈpaʎʎa]) je město v provincii Salerno v oblasti Kampánie v jihozápadní Itálii. Jde o třetí nejlidnatější město provincie, které je proslulé výrobou buvolí mozzarelly i dalšími rozmanitými zemědělskými produkty.
Oblast byla obydlena již v antice a své moderní jméno dostala v roce 1080, kdy Robert Guiscard potvrdil kostelu v Salernu držbu pozemků mezi řekami Sele a Tusciano. Battipaglii jako osadu oficiálně založil až Ferdinand II., protože si bourbonské úřady místo vybraly pro zemědělskou kolonii, kde mohly být usídleny rodiny, které přežily zemětřesení v Basilicatě z roku 1857. Status nezávislé obce Battipaglia získala královským výnosem ze dne 28. března 1929 (v době vlády Mussoliniho kabinetu), kdy zahrnula části území dříve patřící obcím Eboli a Montecorvino Rovella.
V roce 1943, během druhé světové války, bylo město těžce bombardováno americkými letadly, což mělo za následek 117 civilních obětí. Ačkoli většina města byla srovnána se zemí, po válce byla Battipaglia pozoruhodně rychle přestavěna, a dokonce přilákala migranty z vnitrozemí, kteří hledali práci. Město proto zažilo v letech 1951 až 1960 mimořádný nárůst počtu obyvatel a změnilo se v dynamickou průmyslovou oblast.
V roce 1953 se Battipaglia dostala do centra pozornosti národních i mezinárodních médií, když byl její socialistický starosta Lorenzo Rago unesen a navzdory úsilí policie již nikdy nebyl nalezen. V roce 1969, kvůli konkrétní hrozbě, že by se zavřely dvě velké továrny na cukr a tabák – obě zaměstnávaly značný počet místních obyvatel – zde vypuklo lidové povstání, které bylo potlačeno o několik dní později po závazku italské vlády udržet továrny v chodu. Několik málo dnů intenzivních sociálních nepokojů, ke kterým došlo v kontextu širšího protestního hnutí studentů a dělníků v Itálii a několika dalších západních zemích, nakonec vedlo ke dvěma úmrtím.
Od konce 20. a počátku 21. století se k zemědělskému sektoru – protože tato oblast je zvláště známá díky vzkvétajícímu odvětví mléka a mléčných výrobků – připojil průmysl, několik společností založilo ve městě továrny.